# Antoine Richer
Temple de la renommée français : 2010
Antoine Richer (né le 9 août 1961 à Amiens) est un joueur français de hockey sur glace,. devenu entraîneur et entré au temple de la renommée du hockey français en 2010.

## Carrière de joueur

### En club
Formé à Amiens, il remporte cinq titres de champion de France avec ce club, de poussin à junior. Après une première saison à Amiens, il part à Tours pour évoluer au plus niveau français, et y reste trois saisons. En 1984, il rejoint les Français volants pour cinq saisons où il remporta un titre de champion de France en 1989 la dernière année. Il revient alors Amiens, club à qui il reste fidèle pour dix saisons. Joueur combatif, il n'arrête sa carrière qu'en 1999 lorsque son club formateur remporte enfin son 1er titre de champion de France.
Finalement, sa carrière compte 22 saisons en championnat de France senior, dont 18 au plus haut niveau, plus de 650 matchs de championnat, près de 350 buts et autant d'assistances.
Son maillot, floqué du numéro 25, est retiré des Gothiques d'Amiens.

#### Statistiques
| Saison    | Équipe                    | Ligue              |    | Saison régulière | Saison régulière | Saison régulière | Saison régulière | Saison régulière |   | Séries éliminatoires | Séries éliminatoires | Séries éliminatoires | Séries éliminatoires | Séries éliminatoires |
| Saison    | Équipe                    | Ligue              | PJ | B                | A                | Pts              | Pun              | PJ               | B | A                    | Pts                  | Pun                  |                      |                      |
| 1980-1981 | Gothiques d'Amiens        | France 2           |    |                  |                  |                  |                  |                  |   |                      |                      |                      |                      |                      |
| 1981-1982 | Diables noirs de Tours    | France             |    |                  |                  |                  |                  |                  |   |                      |                      |                      |                      |                      |
| 1982-1983 | Diables noirs de Tours    | France             |    |                  |                  |                  |                  |                  |   |                      |                      |                      |                      |                      |
| 1983-1984 | Diables noirs de Tours    | France             |    |                  |                  |                  |                  |                  |   |                      |                      |                      |                      |                      |
| 1984-1985 | Français volants de Paris | France             |    |                  |                  |                  |                  |                  |   |                      |                      |                      |                      |                      |
| 1985-1986 | Français volants de Paris | France             |    |                  |                  |                  |                  |                  |   |                      |                      |                      |                      |                      |
| 1986-1987 | Français volants de Paris | France             |    |                  |                  |                  |                  |                  |   |                      |                      |                      |                      |                      |
| 1987-1988 | Français volants de Paris | France             |    |                  |                  |                  |                  |                  |   |                      |                      |                      |                      |                      |
| 1988-1989 | Français volants de Paris | France             | 38 | 20               | 15               | 35               | 112              | 6                | 3 | 6                    | 9                    | 8                    |                      |                      |
| 1989-1990 | Gothiques d'Amiens        | France             | 40 | 15               | 15               | 30               | 127              |                  |   |                      |                      |                      |                      |                      |
| 1990-1991 | Gothiques d'Amiens        | France             | 25 | 9                | 14               | 23               | 62               | 4                | 1 | 1                    | 2                    | 8                    |                      |                      |
| 1991-1992 | Gothiques d'Amiens        | France             | 32 | 14               | 16               | 30               | 120              |                  |   |                      |                      |                      |                      |                      |
| 1992-1993 | Gothiques d'Amiens        | France             | 35 | 22               | 27               | 49               | 132              |                  |   |                      |                      |                      |                      |                      |
| 1993-1994 | Gothiques d'Amiens        | France             | 15 | 7                | 11               | 18               | 48               | 1                | 0 | 0                    | 0                    | 4                    |                      |                      |
| 1994-1995 | Gothiques d'Amiens        | France             | 26 | 6                | 10               | 16               | 159              | 6                | 1 | 0                    | 1                    | 40                   |                      |                      |
| 1995-1996 | Gothiques d'Amiens        | France             | 28 | 13               | 11               | 24               | 87               | 13               | 6 | 8                    | 14                   | 26                   |                      |                      |
| 1996-1997 | Gothiques d'Amiens        | France             | 32 | 18               | 7                | 25               | 68               | 10               | 1 | 3                    | 4                    | 18                   |                      |                      |
| 1997-1998 | Gothiques d'Amiens        | EHL                | 5  | 0                | 1                | 1                | 2                |                  |   |                      |                      |                      |                      |                      |
| 1997-1998 | Gothiques d'Amiens        | France             | 42 | 18               | 12               | 30               | 77               |                  |   |                      |                      |                      |                      |                      |
| 1998-1999 | Gothiques d'Amiens        | Coupe Continentale |    |                  |                  |                  |                  |                  |   |                      |                      |                      |                      |                      |
| 1998-1999 | Gothiques d'Amiens        | France             | 46 | 10               | 16               | 26               | 110              |                  |   |                      |                      |                      |                      |                      |

### Carrière internationale
Sélectionné pour la première fois en équipe de France Hockey sur glace en 1981 alors qu'il est encore junior, il en sera une pièce maîtresse, disputant treize championnats du monde à partir de 1982 (il ne manquera que le mondial 94 pour cause de blessure) et trois jeux olympiques et faisant partie de la génération ayant fait passer la France du groupe C mondial vers la groupe A en 1992. Il fut également capitaine de 1988 à 1996.
Au total, il aura disputé 387 matches sous le maillot tricolore, dont 109 en matches officiels.

#### Statistiques
| Année | Équipe | Compétition            |   | PJ | B | A | Pts | Pun               |  | Résultat |
| 1982  | France | Championnat du monde C |   |    |   |   |     | 4e de la poule C  |  |          |
| 1983  | France | Championnat du monde C |   |    |   |   |     | 5e de la poule C  |  |          |
| 1985  | France | Championnat du monde C |   |    |   |   |     | 1er de la poule C |  |          |
| 1986  | France | Championnat du monde B |   |    |   |   |     | 4e de la poule B  |  |          |
| 1987  | France | Championnat du monde B | 7 | 2  | 4 | 6 | 8   | 4e de la poule B  |  |          |
| 1988  | France | Jeux olympiques        |   |    |   |   |     | 11e place         |  |          |
| 1989  | France | Championnat du monde B |   |    |   |   |     | 3e de la poule B  |  |          |
| 1990  | France | Championnat du monde B | 7 | 2  | 4 | 6 | 18  | 4e de la poule B  |  |          |
| 1991  | France | Championnat du monde B | 7 | 2  | 4 | 6 | 4   | 3e de la poule B  |  |          |
| 1992  | France | Jeux Olympiques        | 8 | 1  | 2 | 3 | 10  | 8e place          |  |          |
| 1992  | France | Championnat du monde   | 6 | 1  | 0 | 1 | 6   | 11e place         |  |          |
| 1993  | France | Championnat du monde   | 6 | 2  | 2 | 4 | 2   | 12e place         |  |          |
| 1994  | France | Jeux Olympiques        | 6 | 0  | 1 | 1 | 4   | 10e place         |  |          |
| 1995  | France | Championnat du monde   | 6 | 0  | 0 | 0 | 4   | 8e place          |  |          |
| 1996  | France | Championnat du monde   | 7 | 0  | 1 | 1 | 4   | 11e place         |  |          |

## Carrière d'entraineur
Antoine Richer devient entraîneur d'Amiens en 1999, au terme de sa carrière de joueur. Il remplace alors Dave Henderson. Antoine Richer mène son équipe à une deuxième Coupe Magnus, remportée en 2004 face à Grenoble. Cette année-là, il est élu par ses pairs meilleur entraîneur du championnat.
Antoine Richer s'occupe encore une saison d'Amiens, avant de devenir manager général du HCAS. Il cède alors sa place à Denis Pérez.
Il remplace ce dernier et retrouve le banc à l'été 2007. Antoine Richer a été démis de ses fonctions d'entraîneur des Gothiques d'Amiens le 12 novembre 2011 et est remplacé par Heikki Leime. Depuis Septembre 2023, il prend en charge l'équipe des Lions de Compiègne en tant qu'entraîneur général,.

## Récompenses et honneurs
- Champion de France : 3 titres (Paris en 1989 et Amiens en 1999 en tant que joueur, Amiens en 2004 en tant qu'entraîneur).
- Champion de France, en catégories juniors : 5 titres
- Récipiendaire d'un Oscar de la glace en 1995[8].
- 2004 : remporte le trophée Camil-Gélinas.
- Promotion 2010 du temple de la renommée du hockey français